# UEFA欧州女子選手権1991
UEFA欧州女子選手権1991（英: UEFA Women's Euro 1991）は、1991年7月10日から7月14日にかけて、デンマークで開催された第4回目のUEFA欧州女子選手権（女子ユーロ）である。決勝で前回大会と同様にドイツがノルウェーを破った。予選には規定の数を満たす18チームが参加したため、初めてUEFA公式大会として認められ、大会名が変更された。

## 予選
※この大会は第1回FIFA女子ワールドカップのヨーロッパ予選も兼ねた。

## 結果

### 準決勝
| 1991年7月10日 |

| ノルウェー | 0 - 0 (延長) | デンマーク |
|            | レポート     |            |
|            | PK戦         |            |
|            | 8 - 7        |            |

| ヨーリン・スタディオン（ヨーリン） 観客数: 4,850人 |

| 1991年7月11日 |

| ドイツ                          | 3 - 0    | イタリア |
| モール 30分, 59分 · ライト 61分 | レポート |          |

| フレデリクスハウン・スタディオン（フレゼリクスハウン） 観客数: 3,000人 |

### 3位決定戦
| 1991年7月14日 |

| デンマーク                                   | 2 - 1    | イタリア          |
| イェンセン 22分 · （フルロッティ） 84分 (OG) | レポート | フィオリーニ 68分 |

| オールボー・スタディオン（オールボー） 観客数: 3,100人 |

### 決勝
| 1991年7月14日 |

| ドイツ                          | 3 - 1 (延長) | ノルウェー        |
| モール 62分, 94分 · ナイト 96分 | レポート     | ヘグスタッド 54分 |

| オールボー・スタディオン（オールボー） 観客数: 3,100人 |

## 優勝国
| UEFA欧州女子選手権1991優勝国 |
| ---------------------------- |
| · ドイツ · 2大会連続2回目    |